# Mehsana (Distrikt)
Der Distrikt Mehsana (auch Mahesana; Gujarati: મહેસાણા જિલ્લો) ist einer von 26 Distrikten des Staates Gujarat in Indien. Die gleichnamige Stadt Mehsana ist die Hauptstadt des Distrikts. Die letzte Volkszählung im Jahr 2011 ergab eine Gesamtbevölkerungszahl von 2.035.064 Menschen.

## Geschichte
Von vorchristlicher Zeit bis ins Jahr 1298 wurde das Gebiet – wie die ganze Region – von diversen buddhistischen und hinduistischen Herrschern regiert. Die erste Zivilisation war die Indus-Kultur. Der erste namentlich bekannte Staat war das Maurya-Reich, die letzte nichtmuslimische Dynastie waren die Solanki.
Nach jahrhundertelangen militärischen Auseinandersetzungen mit muslimischen Eroberern und Regenten im Norden Indiens erfolgte 1298 die Besetzung durch muslimische Soldaten. Danach herrschten bis ins Jahr 1753 verschiedene muslimische Dynastien (Sultanat von Delhi, Sultanat Gujarat und die Großmoguln). Bereits seit Anfang des 18. Jahrhunderts griffen die Marathen die Herrschaft der Muslime an. Zwischen 1732 und 1753 wurde ein Teil des heutigen Distrikts von den Marathen überrannt oder ihnen zumindest tributpflichtig. Es entstand der Baroda State. Im Jahr 1753 wurde das übrige Gebiet des Distrikts Teil des hinduistischen Marathenreichs und Teil des Baroda State. Zwischen 1780 und 1820 geriet der Staat unter britische Herrschaft. Baroda State wurde ein unabhängiges Fürstentum (princely state) innerhalb der britischen Verwaltungsregion Bombay Presidency. Mit der Unabhängigkeit Indiens 1947 und der Neuordnung des Landes wurde es 1949 Teil des neuen Bundesstaats Bombay. Im Jahre 1960 wurde dieser indische Bundesstaat geteilt und das Gebiet kam zum neu geschaffenen Bundesstaat Gujarat. Einige Gebiete des Distrikts wurden 1964 vom bisherigen Distrikt abgetrennt und kamen zum neuen Distrikt Gandhinagar. Im Jahr 2000 verlor der Distrikt weitere Gebiete an den neuen Distrikt Patan.

## Bevölkerung

### Bevölkerungsentwicklung
Wie überall in Indien wächst die Einwohnerzahl im Distrikt Mahesana seit Jahrzehnten stark an. Die Zunahme hat sich allerdings abgeschwächt und betrug in den Jahren 2001–2011 nur noch rund 11 Prozent (10,73 %). In diesen zehn Jahren nahm die Bevölkerung dennoch um rund 200.000 Menschen zu. Die genauen Zahlen verdeutlicht folgende Tabelle:

### Bedeutende Orte

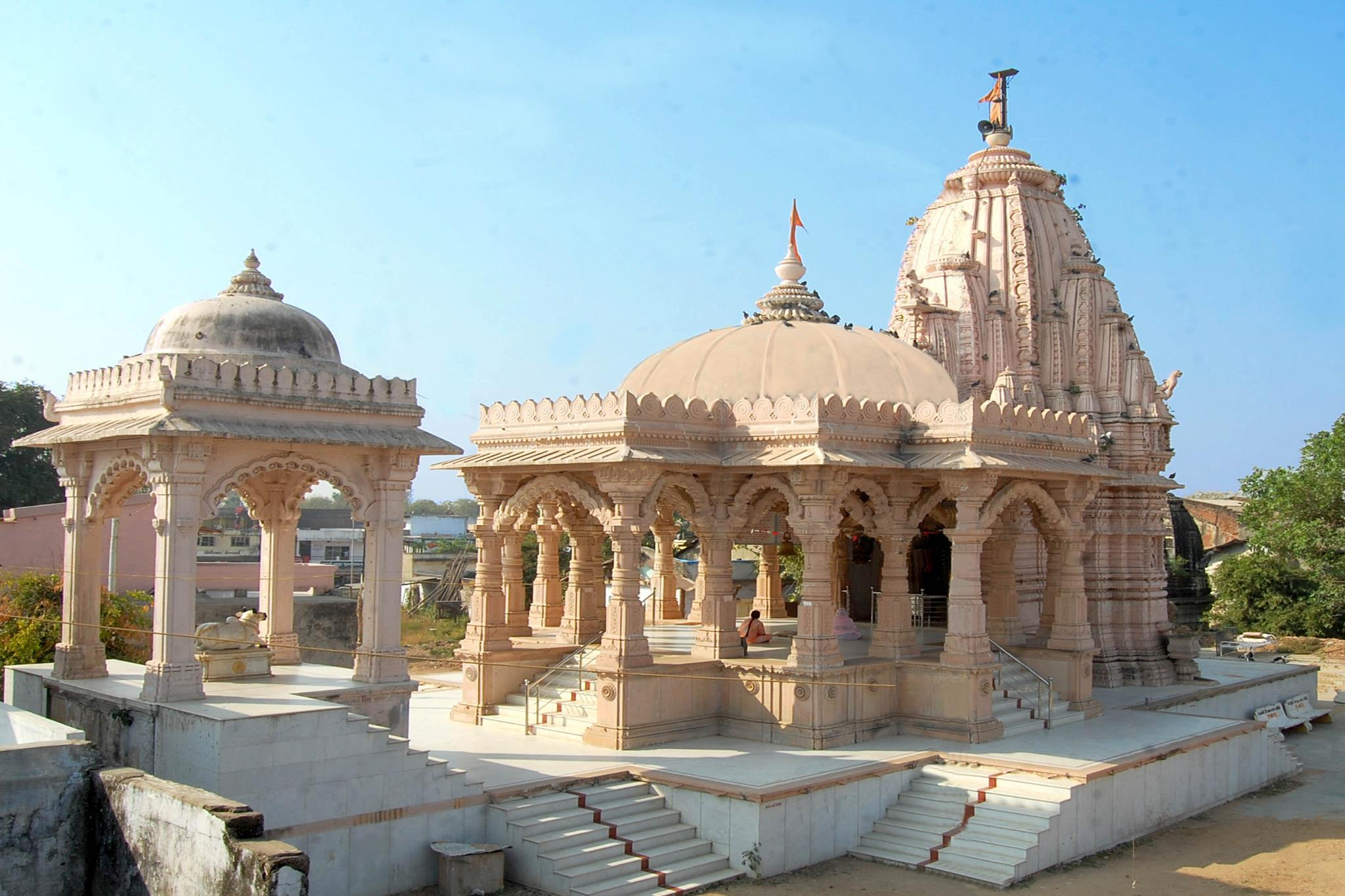
Yavteshwar Mahadev-Tempel in Kadi

Einwohnerstärkste Ortschaft des Distrikts ist der Hauptort Mahesana (Mehsana) mit über 180.000 Bewohnern. Weitere bedeutende Städte mit einer Einwohnerschaft von mehr als 20.000 Menschen sind Kadi, Visnagar, Unjha, Vadnagar, Vijapur und Kheralu. Die städtische Bevölkerung macht 25,53 Prozent der gesamten Bevölkerung aus.